# Erechthias glyphidaula
Erechthias glyphidaula är en fjärilsart som beskrevs av Edward Meyrick 1933. Erechthias glyphidaula ingår i släktet Erechthias och familjen äkta malar. Inga underarter finns listade i Catalogue of Life.